# Closterus ankaranensis
Closterus ankaranensis là một loài bọ cánh cứng trong họ Cerambycidae.